# Paul Jackson (músico)
Paul Jackson (Oakland, 28 de marzo de 1947-18 de marzo de 2021) fue un músico de jazz y jazz funk norteamericano, conocido especialmente por sus colaboraciones con Herbie Hancock y por ser uno de los miembros fundadores del legendario grupo de Jazz funk The Headhunters.

## Biografía
Nacido en Oakland (California), California, en 1947, Jackson comenzó con tan solo nueve años a tocar el contrabajo y cinco años más tarde ya trabajaba para la Orquesta Sinfónica de Oakland, donde, además comenzó a estudiar fagot y piano. Jackson dedicó el resto de su adolescencia a completar sus estudios en el San Francisco Conservatory of Music, y con 25 años ya había trabajado como docente de bajo eléctrico en instituciones tan prestigiosas como la Berklee College of Music de Boston, la A.N. Contemporary of Music de Tokio, o la University of California Santa Cruz.
En 1973 el pianista Herbie Hancock reclutó a Jackson para su nuevo proyecto eléctrico The Headhunters del que formaban también parte el baterista Harvey Mason y el saxofonista y multiinstrumentista Bennie Maupin, además del propio Hancock, que se hacía cargo de toda una plétora de teclados y sintetizadores. El disco de debut de la banda, titulado simplemente Headhunters, contenía uno de los temas más populares del jazz funk de todos los tiempos (Chamaleon), cosechó un tremendo éxito de crítica y público y fue la primera de una serie de grabaciones que la banda realizó durante la década de los años 1970 y que hoy permanecen como referentes imprescindibles del movimiento. Jackson continuaría desde entonces trabajando para Hancock fuera del ámbito del grupo, lo que le proporcionaría varias nominaciones al Grammy por su colaboración en la composición del ya citado Chamaleon y otros temas de Hancock como Hang Up Your Hang-ups o Spider.
Además de su asociación con Hancock, Jackson mantuvo una carrera independiente de cierta entidad que lo llevó a componer la banda sonora de varios films de Hollywood (como Death Wish de Michael Winner y protagonizada por Charles Bronson), efectuar varias giras con diversas bandas y compañías o editar un álbum solista, que apareció en 1979 con el nombre de Black Octopus, y que contaba con la colaboración de algunos de sus compañeros de Headhunters como Herbie Hancock, o Bennie Maupin.
En 1985 Paul Jackson decidió establecerse en Tokio, Japón, donde además de continuar trabajando como sideman al lado de artistas de jazz de prestigio como Char, Tsutomu Yamashita o el guitarrista Sadao Watanabe, Jackson inició Jazz for kids un proyecto voluntario de índole más personal que lo llevaba a presentar con su banda la historia de la música negra por diversas escuelas del país. 
1998 asistió al reencuentro de los míticos Headhunters con la edición del álbum The Return of the Headhunters que, aún sin la presencia de Hancock logró mantener un alto nivel artístico. El pianista acompañó a la banda en la gira mundial que realizó el grupo en el verano de ese mismo año, tras la que Jackson regresaría a Japón para volver nuevamente con el grupo para grabar Evolution Revolution, último disco de estudio de la banda hasta el momento, editado en abril de 2003.

## Valoración
En 2008 la Biblioteca del Congreso de los Estados Unidos declaró el álbum Headhunters como una de las grabaciones más importantes de la historia del país. Buena parte de que los discos de Headhunters gocen del status de clásicos en su género viene dado por las aportaciones del binomio rítmico que Paul Jackson ha establecido con los dos bateristas oficiales de la banda, Harvey Mason y -sobre todo- Mike Clark. La compleja música del grupo, que recoge múltiples y variadas influencias, viene definida por el poderoso groove establecido por Jackson, quien, típicamente delinea un motivo ostinato que va desarrollando progresivamente y que el batería aprovecha para ejecutar patrones rítmicos sincopados y cada vez más complejos alrededor. La conexión con la música tradicional africana, subrayada por la presencia del percusionista Bill Summers es evidente en discos como Headhunters o Man Child (ambos bajo el nombre de Hancock), o Thrust, que han constituido episodios clave en el desarrollo histórico del Jazz Funk.
La original concepción rítmica que Jackson ha desarrollado junto a Harvey Mason y Mike Clark ha ejercido una profunda y definitiva influencia en las generaciones de músicos posteriores, incluidos los, en principio, más alejados estilísticamente, de las propuestas de Headhunters, como Jaco Pastorius y Peter Erskine o John Patitucci y Dave Weckl.

## Discografía seleccionada
Como músico de sesión, Paul Jackson ha trabajado al lado de innumerable cantidad de destacados artistas, como Herbie Hancock, George Benson, Freddie Hubbard, Oscar Peterson, Sonny Rollins, Miles Davis, Tony Williams, Steve Gadd, Harvey Mason, Billy Cobham, Alphonse Mouzon, Carlos Santana, John McLaughlin, Al Di Meola / Neil Shawn, George Duke, Al Jarreau, Wayne Shorter, Errol Garner, Chick Corea, Lenny White, Tsutomu Yamashita, Stevie Wonder, John Scofield, Sheila E., Airto Moreira, Flora Purim, Buster Williams, Lee Ritenour, Larry Coryell, Jaco Pastorius, The Pointer Sisters, Tower of Power, Shawn Philips, Patty Labell, Terumasa Hino, Larry Graham, Jan Hammer, Jimmy Smith, Stanley Clarke, Stanley Turrentine, Ray Parker, Jr., James Gadson, Pete Escovedo, David Garibaldi, Takehiro Honda, Char o Takayuki Inoue, The Prodigy, Daft Punk.
Entre sus grabaciones más destacadas se encuentran: 

### En solitario
- Black Octopus (1979)
- Still Small Voice (2003)
- Funk On A Stick (2005)

### ConHeadhunters
- Survival Of The Fittest (1975)
- Straight From The Gate (1977)
- Return of the Headhunters! (1998)
- Evolution Revolution (2003)
- On Top - Live In Europe (2008)

### ConHerbie Hancock
- Headhunters (1973)
- Thrust (1974)
- Death Wish (1974)
- Man-Child (1975)
- Flood (1975)
- Secrets (1976)
- V.S.O.P. (1976)
- Sunlight (1978)
- Direct Step (1979)
- Kimiko Kasai Butterfly (1979)
- Mr. Hands (1980)

### Otras grabaciones
- Mike Clark & Paul Jackson The Funk Stops Here (1992)
- Clark/Jackson/Wagnon Conjunction (2001)
- Strandberg Project feat. Paul Jackson (2005)
- Santana Festival (1976)
- Eddie Henderson Sunburst (1975)
- Sonny Rollins Easy Living (1977)
- Stanley Turrentine Everybody Come On Out (1976)
- Azteca "Azteca"